# Poolse parlementsverkiezingen 1947

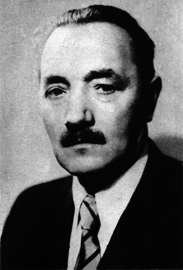
De leider van de communistische partij, Bolesław Bierut, werd na de verkiezingen president van Polen.

De Poolse parlementsverkiezingen van 1947 werden op 19 januari van dat jaar gehouden. Het waren de eerste verkiezingen na de Tweede Wereldoorlog. Volgens de officiële cijfers werden de verkiezingen door het door de communistische partij gedomineerde Democratisch Blok (Blok Demokratyczny). Het Blok kreeg 80% van de stemmen, omgerekend waren dat 390 van de 444 zetels in de Sejm (parlement). Naast de communistische Poolse Arbeiderspartij maakten de Poolse Socialistische Partij, de Verenigde Boerenpartij en de Democratische Partij deel uit van het Democratisch Blok. De lijst van het Blok werd aangevoerd door de leider van de communisten, Bolesław Bierut. De belangrijkste oppositiepartij, de Poolse Boerenpartij onder leiding van vicepremier Stanisław Mikołajczyk kreeg 10% van de stemmen, goed voor 27 zetels. Omdat de verkiezingen in een sfeer van intimidatie verliepen en geweld niet werd geschuwd, kan de uitslag ernstig in twijfel worden getrokken.

## Uitslag
| Coalitie                              | Stemmen | %       | Zetels    | Aantekening |
| ------------------------------------- | ------- | ------- | --------- | ----------- |
| Democratisch Blok                     |         | 80,1%   | 390 / 444 | [ 2 ]       |
| Poolse Boerenpartij                   |         | 10,3%   | 27 / 444  |             |
| Partij van de Arbeid                  |         | 4,7%    | 15 / 444  |             |
| Poolse Boerenpartij "Nieuwe Vrijheid" |         | 3,5%    | 7 / 444   |             |
| Katholieke Groep                      |         | 1,4%    | 5 / 444   |             |
| Totaal                                |         | 100,00% | 444       |             |
| Bron: Election Results                |         |         |           |             |

## Nasleep
Na de verkiezingen ontwikkelde Polen zich in de richting van het communisme. Onder toeziend oog van de Sovjet-Unie werd het land een volksrepubliek met Bolesław Bierut als eerste president. Józef Cyrankiewicz, de leider van de procommunistische vleugel van de Poolse Socialistische Partij werd premier. Oppositieleiders, waaronder Stanisław Mikołajczyk, verlieten het land. In de december 1948 vond een (gedwongen) fusie van de Poolse Arbeiderspartij (communisten) en de Poolse Socialistische Partij tot de Poolse Verenigde Arbeiderspartij plaats. In de periode tussen 1948 en 1950 werden partijen die waren aangesloten bij het Nationaal Front (Front Narodowy), het door de communisten gedomineerde volksfront (en opvolger van het Democratisch Blok), verboden. Bijgevolg nam aan de parlementsverkiezingen van 1952 alleen de lijst van het Nationaal Front deel.